# كلود ماير
كلود ماير هو ضابط سويسري، ولد في 18 مايو 1964 في بولاخ في سويسرا.